# Agenville
Agenville település Franciaországban, Somme megyében. Lakosainak száma 82 fő (2022. január 1.). Agenville Bernâtre, Domléger-Longvillers, Maizicourt, Montigny-les-Jongleurs és Prouville községekkel határos.

## Népesség
A település népességének változása:
| Lakosok száma | 103  | 89   | 84   | 105  | 111  | 98   | 91   | 84   | 81   | 82   |
|               | 1968 | 1982 | 1990 | 2006 | 2011 | 2016 | 2017 | 2019 | 2020 | 2022 |